# Валуев, Пётр Андреевич
Пётр Андреевич Валуев (10 сентября 1910 — 24 августа 1990) — советский военачальник, генерал-майор артиллерии, участник Великой Отечественной войны.

## Биография
Пётр Андреевич Валуев родился 10 сентября 1910 года в Москве. 
В феврале 1933 года был призван на службу в Рабоче-Крестьянскую Красную Армию. Окончил команду одногодичников, после чего служил на командных должностях в различных войсковых частях противовоздушной обороны. В 1939 году окончил курсы усовершенствования командного состава зенитной артиллерии. С ноября 1940 года служил начальником штаба 251-го зенитно-артиллерийского полка. В этой должности он встретил начало Великой Отечественной войны.
С начала Великой Отечественной войны — на её фронтах. С декабря 1941 года командовал 251-м зенитно-артиллерийским полком. Участвовал в битве за Москву, как отражая вместе со своими зенитчиками вражеские авиационные налёты, так и ведя огонь прямой наводкой по наземным силам противника. В сентябре 1943 года его полк был преобразован в 53-ю зенитно-артиллерийскую дивизию, которая вплоть до конца войны осуществляла противовоздушную оборону западного сектора Москвы. Зенитчики Валуева сбили в общей сложности 14 немецких самолётов.
После окончания войны продолжал службу в Советской Армии. В 1948 году окончил Высшие академические курсы при Военной артиллерийской академии имени Ф. Э. Дзержинского, после чего возглавлял отдел оперативно-разведывательной подготовки штаба зенитной артиллерии Московского района ПВО. В 1952—1953 года был начальником отдела Главного штаба Войск ПВО страны. В 1954—1955 годах исполнял обязанности начальника Управления специальных войск ПВО страны. С июля 1962 года возглавлял отдел зенитных ракетных войск Управления ПВО. 
В марте 1965 года в звании генерал-майора артиллерии был уволен в запас. 
Проживал в Москве. Умер 24 августа 1990 года.

## Награды
- 3 ордена Красного Знамени (22 августа 1944 года, 21 августа 1953 года, 1 октября 1963 года);
- Орден Отечественной войны 1-й степени (6 апреля 1985 года);
- 3 ордена Красной Звезды (22 февраля 1943 года, 24 июня 1948 года, 20 апреля 1956 года);
- Медали «За боевые заслуги» (3 ноября 1944 года), «За оборону Москвы» и другие.